# Eredivisie ijshockey 2007/08
De Eredivisie ijshockey is de hoogste Nederlandse divisie in het ijshockey. Het seizoen 2007/2008 is het 48e seizoen van de Eredivisie. De titelverdediger is Destil Tilburg.

## Teams
De Eredivisie bestaat in 2007-2008 uit zeven teams, te weten:
| Team              | Stad           | Stadion                 | Resultaat 2006-2007 |
| ----------------- | -------------- | ----------------------- | ------------------- |
| Destil Tilburg    | Tilburg        | IJssportcentrum Tilburg | 1                   |
| Heerenveen Flyers | Heerenveen     | Thialf                  | 2                   |
| H.I.J.S. Den Haag | Den Haag       | De Uithof               | 6                   |
| Ruijters Geleen   | Sittard-Geleen | Glanerbrook             | 3                   |
| Amstel Tijgers    | Amsterdam      | Jaap Eden Kunstijsbaan  | 4                   |
| Nijmegen Devils   | Nijmegen       | Triavium                | 5                   |
| Pecoma Groningen  | Groningen      | Sportcentrum Kardinge   | -                   |

### Eindstand
Eindstand
| #  | Club              | GS | W  | WV | VV | V  | P  | DS   |
| -- | ----------------- | -- | -- | -- | -- | -- | -- | ---- |
| 1. | Destil Tilburg    | 24 | 20 | 1  | 0  | 3  | 62 | +74  |
| 2. | Vadeko Heerenveen | 24 | 18 | 1  | 1  | 4  | 57 | +66  |
| 3. | H.I.J.S. Den Haag | 24 | 14 | 2  | 2  | 6  | 48 | +46  |
| 4. | Ruijters Geleen   | 24 | 11 | 1  | 1  | 11 | 36 | +33  |
| 5. | Amstel Tijgers    | 24 | 8  | 1  | 3  | 12 | 29 | -11  |
| 6. | Nijmegen Devils   | 24 | 3  | 2  | 1  | 18 | 14 | -62  |
| 7. | Pecoma Groningen  | 24 | 1  | 1  | 1  | 21 | 6  | -146 |

Legenda
| Blauw | Kwalificatie voor Play-Offs                   |
| GS    | Wedstrijden Gespeeld                          |
| W     | Wedstrijden Gewonnen (3 punten)               |
| WV    | Wedstrijden Gewonnen na Verlenging (2 punten) |
| VV    | Wedstrijden Verloren na Verlenging (1 punt)   |
| V     | Wedstrijden Verloren                          |
| P     | Aantal Punten                                 |
| DS    | Doelsaldo                                     |

### Play-Offs
|  | Halve Finale Best-of-7 | Halve Finale Best-of-7 |  |                   | Finale Best-of-5 | Finale Best-of-5 |
|  |                        |                        |  |                   |                  |                  |
|  | 19 februari-8 maart    |                        |  |                   |                  |                  |
|  | Vadeko Heerenveen      | 4                      |  |                   |                  |                  |
|  | H.I.J.S. Den Haag      | 1                      |  |                   | 12-22 maart      | 12-22 maart      |
|  |                        |                        |  |                   | Destil Tilburg   | 3                |
|  | 22 februari-9 maart    | 22 februari-9 maart    |  | Vadeko Heerenveen | 1                |                  |
|  | Destil Tilburg         | 4                      |  |                   |                  |                  |
|  | Ruijters Geleen        | 2                      |  |                   |                  |                  |